# آنا-لنا فریدسام
 آنا-لنا فریدسام (آلمانی: Anna-Lena Friedsam؛ زادهٔ ۱ فوریهٔ ۱۹۹۴) یک تنیس‌باز اهل آلمان است.